# Campeonato Mundial de Atletismo Sub-20 de 2022 - 400 m com barreiras masculino
A prova dos 400 metros com barreiras masculino do Campeonato Mundial de Atletismo Sub-20 de 2022 ocorreu entre os dias 3 a 5 de agosto de 2022 no Estádio Olímpico Pascual Guerrero, em Cali, na Colômbia.

## Recordes
Antes desta competição, os recordes mundiais e do campeonato nesta prova eram os seguintes:
|       | Nome              | Nacionalidade  | Tempo | Local    | Data                |
| ----- | ----------------- | -------------- | ----- | -------- | ------------------- |
| WU20R | Sean Burrell      | Estados Unidos | 47.85 | Eugene   | 11 de junho de 2021 |
| CR    | Kerron Clement    | Estados Unidos | 48.51 | Grosseto | 16 de julho de 2004 |
| WU20L | Emmanuel Wanyonyi | Quênia         | 48.42 | Lubbock  | 15 de maio de 2022  |

## Medalhistas
| Ouro               | Prata                 | Bronze               |
| İsmail Nezir (TUR) | Matic Ian Guček (SLO) | Roshawn Clarke (JAM) |

## Cronograma
Todos os horários são locais (UTC-5).
| Data        | Hora  | Evento    |
| ----------- | ----- | --------- |
| 3 de agosto | 07:25 | Bateria   |
| 4 de agosto | 13:40 | Semifinal |
| 5 de agosto | 14:50 | Final     |

## Resultados

### Bateria
Qualificação: Os 3 primeiros de cada bateria (Q) e os 3 tempos mais rápidos (q).
| Posição | Bateria | Atleta                        | Nacionalidade     | Tempo        | Notas              |
| ------- | ------- | ----------------------------- | ----------------- | ------------ | ------------------ |
| 1       | 5       | Yan Manuel Vázquez            | Porto Rico        | 50.66        | Q,                 |
| 2       | 5       | Matic Ian Guček               | Eslovênia         | 50.68        | Q                  |
| 3       | 2       | Roshawn Clarke                | Jamaica           | 50.71        | Q                  |
| 4       | 3       | Mimoun Abdoul Wahab           | Bélgica           | 50.92        | Q,                 |
| 5       | 3       | Sojiro Moritaka               | Japão             | 51.04        | Q                  |
| 6       | 2       | Grant Williams                | Estados Unidos    | 51.12        | Q                  |
| 7       | 2       | Onyekachukwu Okoh             | Reino Unido       | 51.13        | Q,                 |
| 8       | 7       | İsmail Nezir                  | Turquia           | 51.25 [.241] | Q                  |
| 9       | 5       | Jermaine Kleine               | Países Baixos     | 51.25 [.247] | Q,                 |
| 10      | 1       | Ismail Doudai Abakar          | Catar             | 51.29        | Q                  |
| 11      | 4       | Matheus Lima                  | Brasil            | 51.34        | Q                  |
| 12      | 4       | Chen Jian-rong                | Taipé Chinesa     | 51.37        | Q,                 |
| 13      | 7       | Dhanuka Darshana Katapana Mud | Sri Lanka         | 51.41        | Q, NU20R           |
| 14      | 4       | Owe Fischer-Breiholz          | Alemanha          | 51.45        | Q,                 |
| 15      | 1       | Peter Kithome Muthoka         | Quênia            | 51.52 [.511] | Q,                 |
| 16      | 4       | Daiki Ogawa                   | Japão             | 51.52 [.514] | q                  |
| 17      | 7       | Sonny Gandrey                 | França            | 51.53        | Q                  |
| 18      | 1       | Bruno Agustín de Genaro       | Argentina         | 51.59        | Q,                 |
| 19      | 7       | Riccardo Ganz                 | Itália            | 51.96        | q                  |
| 20      | 7       | Azzam Ibrahim Abu Bakr        | Arábia Saudita    | 52.16        | q,                 |
| 21      | 2       | Diogo Barrigana               | Portugal          | 52.17        | Recorde pessoal    |
| 22      | 5       | Ben Tilson                    | Canadá            | 52.20        |                    |
| 23      | 2       | Egbert Espinoza               | Venezuela         | 52.22        |                    |
| 24      | 6       | Antonio Forbes                | Jamaica           | 52.45        | Q                  |
| 25      | 6       | Csaba Molnár                  | Hungria           | 52.49        | Q                  |
| 26      | 6       | Mahamat Abakar Abdrahman      | Catar             | 52.50 [.497] | Q,                 |
| 27      | 3       | Kody Blackwood                | Estados Unidos    | 52.50 [.500] | Q                  |
| 28      | 1       | Lucas Vivin                   | França            | 52.55        |                    |
| 29      | 6       | Lin Chung-wei                 | Taipé Chinesa     | 52.64        |                    |
| 30      | 3       | Wernich van Rensburg          | África do Sul     | 52.80        |                    |
| 31      | 7       | Vojtěch Cihlář                | Chéquia           | 52.83        |                    |
| 32      | 7       | Shimar Bain                   | Bahamas           | 52.88        |                    |
| 33      | 3       | Hardeep Kumar                 | Índia             | 52.91        |                    |
| 34      | 2       | Levente Soos                  | Hungria           | 53.02        |                    |
| 35      | 2       | Sebastian Mosquera            | Colômbia          | 53.07        |                    |
| 36      | 6       | Luca Ostanello                | Itália            | 53.10        |                    |
| 37      | 5       | Lucca Campbell                | Brasil            | 53.21        |                    |
| 38      | 1       | Maximilian Köhler             | Alemanha          | 53.23        |                    |
| 39      | 4       | Nikola Kostić                 | Sérvia            | 53.26        |                    |
| 40      | 6       | Alocias Kipngetich            | Quênia            | 53.28        |                    |
| 41      | 5       | Ruan Oosthuizen               | África do Sul     | 53.58        |                    |
| 42      | 5       | Aleks Pelcmanis               | Letónia           | 53.76        |                    |
| 43      | 3       | Ahmed Jamal Aldirawi          | Iraque            | 54.05        |                    |
| 44      | 6       | Aryan Kashyapa                | Índia             | 54.13        |                    |
| 45      | 4       | Mohamed Benmansour            | Argélia           | 54.26        |                    |
| 46      | 1       | Dominic Panozzo               | Austrália         | 54.65        |                    |
| 47      | 3       | Samuel José Ibáñez Guevara    | El Salvador       | 55.11        |                    |
| 48      | 3       | Muhammadrizoi Mirzozoda       | Tajiquistão       | 56.18        |                    |
| 49      | 1       | Dillon Leacock                | Trinidad e Tobago | DSQ          | TR23.7.2, TR17.4.3 |
| 50      | 4       | Kyle Bennett                  | Austrália         | DNS          | DNS                |

### Semifinal
Qualificação: Os 2 primeiros de cada bateria (Q) e os 2 tempos mais rápidos (q). 
| Posição | Bateria | Atleta                        | Nacionalidade  | Tempo | Notas                |
| ------- | ------- | ----------------------------- | -------------- | ----- | -------------------- |
| 1       | 3       | Roshawn Clarke                | Jamaica        | 49.35 | Q,                   |
| 2       | 3       | Ismail Doudai Abakar          | Catar          | 49.48 | Q,                   |
| 3       | 3       | Matic Ian Guček               | Eslovênia      | 49.72 | Q, NU20R             |
| 4       | 2       | İsmail Nezir                  | Turquia        | 50.12 | Q                    |
| 5       | 1       | Yan Manuel Vázquez            | Porto Rico     | 50.37 | Q, NU20R             |
| 6       | 2       | Mimoun Abdoul Wahab           | Bélgica        | 50.45 | Q,                   |
| 7       | 1       | Sonny Gandrey                 | França         | 50.59 | Q,                   |
| 8       | 2       | Sojiro Moritaka               | Japão          | 50.62 | q,                   |
| 9       | 2       | Grant Williams                | Estados Unidos | 50.82 | Recorde pessoal      |
| 10      | 1       | Peter Kithome Muthoka         | Quênia         | 50.84 | Recorde da temporada |
| 11      | 1       | Bruno Agustín de Genaro       | Argentina      | 50.86 | NU20R                |
| 12      | 2       | Onyekachukwu Okoh             | Reino Unido    | 50.95 | Recorde pessoal      |
| 13      | 1       | Matheus Lima                  | Brasil         | 51.11 |                      |
| 14      | 3       | Kody Blackwood                | Estados Unidos | 51.15 |                      |
| 15      | 3       | Daiki Ogawa                   | Japão          | 51.22 |                      |
| 16      | 2       | Jermaine Kleine               | Países Baixos  | 51.35 |                      |
| 17      | 1       | Antonio Forbes                | Jamaica        | 51.42 |                      |
| 18      | 1       | Dhanuka Darshana Katapana Mud | Sri Lanka      | 51.59 |                      |
| 19      | 3       | Owe Fischer-Breiholz          | Alemanha       | 51.65 |                      |
| 20      | 3       | Csaba Molnár                  | Hungria        | 51.72 | Recorde pessoal      |
| 21      | 2       | Riccardo Ganz                 | Itália         | 52.58 |                      |
| 22      | 3       | Chen Jian-rong                | Taipé Chinesa  | 52.61 |                      |
| 23      | 1       | Azzam Ibrahim Abu Bakr        | Arábia Saudita | 52.63 |                      |
| 24      | 2       | Mahamat Abakar Abdrahman      | Catar          | 52.97 |                      |

### Final
A prova final foi realizada no dia 5 de agosto às 14:50. 
| Posição           | Raia | Atleta               | Nacionalidade | Tempo        | Notas            |
| ----------------- | ---- | -------------------- | ------------- | ------------ | ---------------- |
| Medalha de ouro   | 5    | İsmail Nezir         | Turquia       | 48.84        | NU20R            |
| Medalha de prata  | 1    | Matic Ian Guček      | Eslovênia     | 48.91        | Recorde nacional |
| Medalha de bronze | 3    | Roshawn Clarke       | Jamaica       | 49.62        |                  |
| 4                 | 4    | Yan Manuel Vázquez   | Porto Rico    | 50.18 [.177] | NU20R            |
| 5                 | 6    | Ismail Doudai Abakar | Catar         | 50.18 [.179] |                  |
| 6                 | 7    | Mimoun Abdoul Wahab  | Bélgica       | 50.20        | Recorde pessoal  |
| 7                 | 8    | Sonny Gandrey        | França        | 50.86        |                  |
| 8                 | 2    | Sojiro Moritaka      | Japão         | 51.23        |                  |

Legenda
| Recorde mundial       | Recorde mundial (World record)               |                       | Recorde africano                      | Recorde africano (African) |                                           | Q | Classificado por posição (Qualified) |
| Recorde do campeonato | Recorde do campeonato (Championship record)  | Recorde da América    | Recorde da América (Americas)         | q                          | Classificado por melhor tempo (Qualified) |   |                                      |
| Melhor marca do ano   | Melhor marca do ano (World leading)          | Recorde asiático      | Recorde asiático (Asian)              | DNS                        | Não largou (Did not start)                |   |                                      |
| Recorde nacional      | Recorde nacional (National record)           | Recorde europeu       | Recorde europeu (European)            | DNF                        | Não terminou (Did not finish)             |   |                                      |
| Recorde pessoal       | Recorde pessoal do atleta (Personal best)    | Recorde da Oceania    | Recorde da Oceania (Oceania)          | DSQ / DQ                   | Desclassificado (Disqualified)            |   |                                      |
| Recorde da temporada  | Recorde da temporada do atleta (Season best) | Recorde sul-americano | Recorde sul-americano (South America) | NM                         | Sem marca (No mark)                       |   |                                      |